# Juan Francisco de Güemes y Horcasitas, 1. hrabia Revillagigedo
Juan Francisco de Güemes y Horcasitas, 1. hrabia Revillagigedo (ur. 16 maja 1681, zm. 27 listopada 1766), hiszpański polityk i wicekról Nowej Hiszpanii. 
W młodości służył w armii. Brał udział w oblężeniu okupowanego przez wojska brytyjskie Gibraltaru (1727). Później brał też udział w wyprawie na Oran (1730). Od roku 1734 gubernator Hawany na Kubie, gdzie umocnił fortyfikacje, utworzył oddziały kawalerii i odparł kilka ataków brytyjskich..
Od 9 lipca 1746 do 9 listopada 1755 r. był wicekrólem Nowej Hiszpanii. Na tym stanowisku przewodniczył obrzędom związanym ze śmiercią króla Filipa V i koronacja Ferdynanda VI. Popierał kolonizację Nuevo Santander (dziś: Tamaulipas). Pod jego komendą płk. José de Escandón założył 11 miast i 4 misje dla Hiszpanów i Indian. Większość z tych miejscowości nosiła imiona wicekróla lub jego żony, którą była María Josefa Llera.
Starał się wprowadzić kontrolę portową przeciw przemytnikom, ci jednak zaczęli przypływać do niepilnowanych fragmentów linii brzegowej na pokładzie małych stateczków, więc zarządzenia wicekról pozostały nieskuteczne. Za jego urzędowania Hiszpania zerwała stosunki handlowe z Hanzą, więc Güemes zabronił kupcom hanzeatyckim zatrzymywać się w porcie Veracruz.
Jego synem był Juan Vicente de Güemes Padilla Horcasitas y Aguayo, 2. hrabia Revillagigedo (1740-1799), swego czasu również wicekról Nowej Hiszpanii.